# 熊文燦
熊文燦（1575年—1640年），字大濛（一说大蒙），號心開，貴州永寧衛（今四川敘永）軍籍，四川泸州人。明朝政治人物。官至兵部尚書，總理南畿、河南、山西、陝西、湖廣、四川軍務。因圍剿張獻忠不力，被崇禎帝下獄處死。

## 生平
貴州永宁卫学生，萬曆三十四年（1606年）中贵州乡试第二名举人，萬曆三十五年（1607年）聯登丁未科會試第一百八名，廷试三甲七十四名進士。户部观政，授黃州府推官，遷禮部主事，升郎中。出封琉球還，擢山東左參政，歷官山西按察使，山東右布政使。丁憂歸里，從此徙家蘄水。
崇禎元年（1628年），熊文燦就職福建巡撫，鄭芝龍由厦門攻銅山，文燦招降芝龍，任命為海防游擊。因討海賊李魁奇、劉香有功，為楊嗣昌所薦。文燦提出“五難四不可”，竭盡推托，崇禎仍委以大任。崇禎十年（1637年）四月，熊文燦任兵部尚書兼右副都御史，代王家禎總理南畿、河南、山西、陝西、湖廣、四川軍務。後楊嗣昌建言「四正六隅、十面張網」之策，增兵餉大半，圍剿農民軍，“隨賊所向，專任剿殺”。初期此舉頗見成效。文燦督主軍務後，明軍連打勝仗，農民起義陷入低潮，张献忠、罗汝才亦在其中。崇禎十一年（1638年）五月，張獻忠詐降於熊文燦。張獻忠投降後，名義上是歸順明朝，實際是向熊文燦催索餉銀，屯兵數萬於穀城，伺機而動。崇禎十二年（1639年）五月初九日，張獻忠重新反叛，一路勢如破竹，占领谷城县城，知县阮之鈿服毒自尽。五月二十三日，獻忠抵房县，同罗汝才、白贵、黑云祥等部会合，遂占领房县，郝景春被处死。
文燦令左良玉、罗岱率兵进剿，张献忠、罗汝才在播箕寨两山之间设下埋伏，良玉中計大敗，士卒死者一万多人。熊文燦因此被崇禎帝定为“私通”罪，入诏狱。崇禎十三年（1640年）十月，弃市。後崇禎遺兵部尚書楊嗣昌督軍進剿。

## 評價
王世德《崇禎遺錄》，雖稱讚楊嗣昌的才能，但也承認：“唯用熊文燦以誤國，罪無所逭耳。”

## 家族
曾祖熊魁經。祖父熊廷賓。父熊仕諫。嫡母吴氏，继母宋氏，生母余氏。慈侍下。

## 延伸阅读
[在维基数据编辑]
 《明史卷二百六十》，出自《明史》

| 官衔          | 官衔                            | 官衔          |
| ------------- | ------------------------------- | ------------- |
| 前任： 朱一馮 | 福建巡撫 崇禎元年（1628年）上任 | 繼任： 鄒維璉 |